# Campeonato nacional de Estados Unidos 1911
Lista de los campeones del Campeonato nacional de Estados Unidos de 1911:

## Senior

### Individuales masculinos
William Larned vence a  Maurice McLoughlin, 6–4, 6–4, 6–2

### Individuales femeninos
Hazel Hotchkiss Wightman vence a  Florence Sutton, 8–10, 6–1, 9–7

### Dobles masculinos
Raymond Little /  Gustav Touchard vencen a  Fred Alexander /  Harold Hackett, 7–5, 13–15, 6–2, 6–4

### Dobles femeninos
Hazel Hotchkiss Wightman /  Eleonora Sears vencen a  Dorothy Green /  Florence Sutton, 6–4, 4–6, 6–2

### Dobles mixto
Hazel Hotchkiss Wightman /  Wallace F. Johnson vencen a  Edna Wildey /  Herbert Morris Tilden, 6–4, 6–4
| Predecesor: 1910                         | Campeonato nacional de Estados Unidos 1911 | Sucesor: 1912                           |
| Predecesor: Campeonato de Wimbledon 1911 | Grand Slam 1911                            | Sucesor: Campeonato de Australasia 1912 |

- Datos: Q2419069